# Olympische Sommerspiele 1924/Schwimmen – 200 m Brust (Männer)
Der Schwimmwettkampf über 200 Meter Brust der Männer bei den Olympischen Spielen 1924 in Paris wurde vom 15. bis 17. Juli ausgetragen.

## Rekorde
Vor Beginn der Olympischen Spiele waren folgende Rekorde gültig.
| Weltrekord         | 2:50,4 min | Erich Rademacher | Magdeburg, Deutsches Reich | 7. April 1924 |
| Olympischer Rekord | 3:01,8 min | Walter Bathe     | Stockholm, Schweden        | 12. Juli 1912 |

Folgende neue Rekorde wurden aufgestellt:
| Olympischer Rekord | 2:56,0 min | Robert Skelton | Vorlauf 1 |

## Ergebnisse

### Vorläufe
15. Juli 1924
Die zwei ersten Athleten eines jeden Laufs sowie die der zeitschnellste Drittplatzierte aller Läufe qualifizierten sich für das Halbfinale.

#### Lauf 1
| Rang | Athlet           | Nation             | Zeit       | Anm.  |
| ---- | ---------------- | ------------------ | ---------- | ----- |
| 1    | Robert Skelton   | Vereinigte Staaten | 2:56,0 min | Q, OR |
| 2    | Thor Henning     | Schweden           | 3:02,4 min | Q     |
| 3    | Zoltán Bitskey   | Ungarn             | 3:05,4 min | q     |
| 4    | Ivan Stedman     | Australien         | 3:09,6 min |       |
| 5    | William Stoney   | Großbritannien     | 3:10,3 min |       |
| 6    | Georges Vallerey | Frankreich         | 3:11,2 min |       |

#### Lauf 2
| Rang | Athlet          | Nation         | Zeit       | Anm. |
| ---- | --------------- | -------------- | ---------- | ---- |
| 1    | Joseph De Combe | Belgien        | 3:02,0 min | Q    |
| 2    | Edward Maw      | Großbritannien | 3:07,0 min | Q    |
| 3    | Márton Sipos    | Ungarn         | 3:09,8 min |      |
| 4    | Arvo Aaltonen   | Finnland       | 3:11,0 min |      |
| 5    | Marius Zwiller  | Frankreich     | 3:11,2 min |      |

#### Lauf 3
| Rang | Athlet             | Nation             | Zeit       | Anm. |
| ---- | ------------------ | ------------------ | ---------- | ---- |
| 1    | William Kirschbaum | Vereinigte Staaten | 3:01,0 min | Q    |
| 2    | Rudolf Piowatý     | Tschechoslowakei   | 3:10,8 min | Q    |
| 3    | Bo Johnsson        | Schweden           | 3:12,2 min |      |
| 4    | Viljo Viklund      | Finnland           | 3:12,4 min |      |
| 5    | Luciano Trolli     | Italien            | 3:23,0 min |      |

#### Lauf 4
| Rang | Athlet          | Nation         | Zeit       | Anm. |
| ---- | --------------- | -------------- | ---------- | ---- |
| 1    | Reginald Flint  | Großbritannien | 3:05,2 min | Q    |
| 2    | Frigyes Hollósi | Ungarn         | 3:06,4 min | Q    |
| 3    | Henri Bouvier   | Frankreich     | 3:07,8 min |      |
| 4    | Gerlacus Moes   | Niederlande    | 3:18,8 min |      |
| 5    | Emerico Biach   | Italien        | 3:26,8 min |      |
| 6    | Ivo Pavelić     | Jugoslawien    | 3:28,4 min |      |

#### Lauf 5
| Rang | Athlet                 | Nation           | Zeit       | Anm. |
| ---- | ---------------------- | ---------------- | ---------- | ---- |
| 1    | Bengt Linders          | Schweden         | 3:03,4 min | Q    |
| 2    | Robert Wyss            | Schweiz          | 3:03,6 min | Q    |
| 3    | Clarrie Heard          | Neuseeland       | 3:09,0 min |      |
| 4    | Tsunenobu Ishida       | Japan            | 3:09,2 min |      |
| 5    | Jaroslav Müller        | Tschechoslowakei | 3:22,0 min |      |
| 6    | Mário da Silva Marques | Portugal         | 3:32,4 min |      |

### Halbfinale
16. Juli 1924
Die ersten zwei Athleten eines jeden Laufs und der schnellste Dritte qualifizierten sich für das Finale.

#### Halbfinale 1
| Rang | Athlet             | Nation             | Zeit       | Anm. |
| ---- | ------------------ | ------------------ | ---------- | ---- |
| 1    | Robert Skelton     | Vereinigte Staaten | 3:00,2 min | Q    |
| 2    | William Kirschbaum | Vereinigte Staaten | 3:02,6 min | Q    |
| 3    | Robert Wyss        | Schweiz            | 3:04,2 min | q    |
| 4    | Frigyes Hollósi    | Ungarn             | 3:05,6 min |      |
| 5    | Reginald Flint     | Großbritannien     | 3:06,8 min |      |
| 6    | Rudolf Piowatý     | Tschechoslowakei   | 3:11,8 min |      |

#### Halbfinale 2
| Rang | Athlet          | Nation         | Zeit       | Anm. |
| ---- | --------------- | -------------- | ---------- | ---- |
| 1    | Joseph De Combe | Belgien        | 3:00,2 min | Q    |
| 2    | Bengt Linders   | Schweden       | 3:01,4 min | Q    |
| 3    | Thor Henning    | Schweden       | 3:05,0 min |      |
| 4    | Edward Maw      | Großbritannien | 3:07,0 min |      |
| 5    | Zoltán Bitskey  | Ungarn         | 3:09,2 min |      |

### Finale
17. Juli 1924
| Rang | Athlet             | Nation             | Zeit       | Anm. |
| ---- | ------------------ | ------------------ | ---------- | ---- |
| 1    | Robert Skelton     | Vereinigte Staaten | 2:56,6 min |      |
| 2    | Joseph De Combe    | Belgien            | 2:59,2 min |      |
| 3    | William Kirschbaum | Vereinigte Staaten | 3:01,0 min |      |
| 4    | Bengt Linders      | Schweden           | 3:02,2 min |      |
| 5    | Robert Wyss        | Schweiz            | 3:05,6 min |      |